# Wolfgang von Hagen
Wolfgang Franz Friedrich Columbus Werner von Hagen (* 18. Februar 1819 in Mühlhausen, Provinz Sachsen; † 17. März 1898 in Halle (Saale)) war ein preußischer Generalmajor.

## Leben

### Herkunft
Wolfgang war ein Sohn des preußischen Majors und Landrat des Kreises Mühlhausen Carl von Hagen (1780–1837) und dessen zweiten Ehefrau Luise, geborene Freiin von Soden (1792–1860).

### Werdegang
Hagen besuchte die Kadettenhäuser in Potsdam und Berlin. Anschließend wurde er am 18. August 1836 als Portepeefähnrich dem 31. Infanterie-Regiment überweisen und avancierte Anfang März 1838 zum Sekondeleutnant. Vom 3. April bis zum 30. September 1844 war er zum Infanterie-Lehr-Bataillon kommandiert und ab Oktober 1845 als Lehrer an der Divisionsschule der 8. Division tätig. Daran schloss sich von Mitte Juli 1847 bis Ende November 1850 eine Kommandierung als Adjutant des II. Bataillons im 31. Landwehr-Regiment an. In dieser Zeit war er 1848 bei den Straßenkämpfen in Erfurt an der Niederschlagung von revolutionären Unruhen beteiligt. Am 15. Februar 1851 wurde Hagen zum Adjutanten des II. Bataillons in seinem Stammregiment ernannt und am 22. Juni 1852 zum Premierleutnant befördert. Ende Juli 1852 erfolgte seine Kommandierung als Adjutant der 15. Infanterie-Brigade. Er stieg am 19. August 1856 zum Hauptmann auf, wurde am 18. Juli 1857 von seinem Kommando entbunden und einen Monat später als Kompanieführer beim I. Bataillon im 31. Landwehr-Regiment kommandiert. Am 8. Juli 1858 wurde er Kompaniechef im 31. Infanterie-Regiment zurück und war bei der Mobilmachung anlässlich des Sardinischen Krieges 1859 Kompanieführer beim mobilen I. Bataillon im 31. Landwehr-Regiment. Am 1. Juli 1860 wurde Hagen als Kompaniechef in das neuerrichtete 3. Thüringische Infanterie-Regiment Nr. 71 versetzt. Dort wurde er am 9. Mai 1865 zum Major befördert und am 22. Juni 1866 zum Kommandeur des I. Bataillons ernannt, das er im Krieg gegen Österreich bei Münchengrätz, Holitz, Preßburg und Königgrätz führte. Für sein Wirken erhielt er den Roten Adlerorden IV. Klasse mit Schwertern.
Nach dem Krieg wurde Hagen nach Sömmerda zu einer vom Kriegsministerium bestimmten Kommission kommandiert, um das neue Infanteriegewehr und Explosionspatronen zu prüfen. Am 1. September 1867 erfolgte seine Kommandierung nach Rudolstadt zur Übernahme der dortigen Garnisonanstalten. Hagen avancierte am 22. März 1868 zum Oberstleutnant und erhielt am 23. August 1870 für die Dauer des mobilen Verhältnisses anlässlich des Krieges gegen Frankreich das Kommando über das Oldenburgische Infanterie-Regiment Nr. 91. Er nahm an der Belagerung von Metz und den Kämpfen bei Beaune-la-Rolande, Le Mans, Ladon, Château Serquen, Vendôme, Villeporcher sowie Montoire teil. Anlässlich der Kaiserproklamation wurde Hagen am 18. Januar 1871 zum Oberst befördert.
Ausgezeichnet mit beiden Klassen des Eisernen Kreuzes sowie dem Komturkreuz des Oldenburgischen Haus- und Verdienstordens des Herzogs Peter Friedrich Ludwig mit Schwertern wurde Hagen am 29. März 1871 für das Friedensverhältnis zum Regimentskommandeur ernannt. Unter Stellung à la suite seines Regiments erhielt er am 6. Juli 1875 das Kommando über die ebenfalls in Oldenburg stationierte 37. Infanterie-Brigade und wurde am 9. Juli 1875 zum Generalmajor befördert. In Genehmigung seines Abschiedsgesuches wurde er am 3. August 1876 unter Verleihung des Roten Adlerorden II. Klasse mit Eichenlaub und Schwertern am Ringe mit Pension zur z. D. gestellt.
Nach seiner Verabschiedung betätigte er sich schriftstellerisch. Am 5. Januar 1896 verlieh ihm Kaiser Wilhelm II. den Kronen-Orden II. Klasse mit Stern. Er starb am 17. März 1898 in Halle (Saale).

### Familie
Hagen heiratete am 26. Januar 1850 in Magdeburg Amalie Silberschlag (1820–1911). Das Paar hatte mehrere Kinder:
- Marie (* 16. April 1852) ⚭ 1878 Werner Graf von Schlitz genannt von Görtz-Wrisberg (* 24. Januar 1849), preußischer Kammerherr[1]
- Margarete (* 30. November 1853) ⚭ 1880 Bernhard von Abendroth (* 1853), preußischer Rittmeister, Sohn von Heinrich von Abendroth
- Kurt (1858–1859)
- Karl (* 1860), preußischer Hauptmann

⚭ 1884 Olga Rykena (1863–1897)
⚭ 1901 Luise Busjäger (* 1863)